# Liebeslieder (Album)
Liebeslieder ist ein Album des Liedermachers und Sängers Hannes Wader aus dem Jahre 1986.

## Entstehung
Es ist das erste Album seit Hannes Wader singt Shanties (1978), das weitgehend ohne politische Lieder auskommt. Es beinhaltet Liebeslieder und Balladen. Hannes Wader spielte auch einige ältere Lieder und Balladen ein, die schon auf anderen Alben veröffentlicht wurden.
Es war für längere Zeit das letzte Studioalbum des Liedermachers. Bis 1989 nahm Hannes Wader keine weiteren Studioalben auf. Er arbeitete an seinem Hamburg-Lied-Zyklus, der 1989 unter dem Namen Nach Hamburg erschien. Bis dahin erschien ein Live-Album mit dem Titel Bis jetzt zu seiner 20-Jahres-Herbsttournee, die er mit Reinhard Bärenz anging.

## Titelliste
1. Wenn du meine Lieder hörst – 3:19
2. Alles wird so leicht – 3:50
3. Jepestinija Stepanowas Garten – 4:20
4. Seit du da bist – 4:09
5. Es ist wahr – 3:13
6. Lisa – 3:51
7. Blick zurück – 3:14
8. Manche Stadt – 4:19
9. Mammi – 4:19
10. Schlaf, Liebste – 3:44

## Beschreibung
Der Ton wurde von Malcolm Devenish abgemischt.
Das Album enthält mit „Blick zurück“, zu finden auf Es ist an der Zeit (1980), „Schlaf Liebste“, ebenfalls auf Wieder unterwegs (1979), und „Manche Stadt“ auf Der Rattenfänger einige bereits veröffentlichte Liebeslieder und Balladen.
„Wenn du meine Lieder hörst“ ist eine Übersetzung von Dick Gaughans „A Different Kind of Love Song“, das erklärt, dass auch die traurigen, wütenden und politischen Lieder, die er singt, eigentlich Liebeslieder seien, weil ihr Ziel darin liege, die Menschen glücklicher zu machen. Zunächst müssten diese dafür jedoch aufgerüttelt werden.
„Alles wird so leicht“ und „Seit du da bist“ handeln von den Erleichterungen und Befreiungen, die die Liebe in das Leben eines Menschen bringen kann.
„Lisa“ handelt ebenfalls von der Liebe. Der vom herbstlichen Wetter genervte Protagonist lässt alles liegen und macht sich auf den Weg zu seiner Geliebten. Das Lied ist auch auf dem Live-Album Bis jetzt (1987) zu finden.
„Mammi“ setzt sich auf ironische Weise mit der Übertreibung der Fürsorge der Mutter für ihre Kinder auseinander.
„Jepestinija Stepanowas Garten“ setzt sich mit dem Leben einer kaukasischen Russin aus Timaschewsk auseinander, die alle ihre neun Söhne im Zweiten Weltkrieg verloren hat. Wader wurde angeregt durch einen Artikel in der Zeitschrift „Sowjetunion heute“.